# Elecciones federales de 2009 en Chihuahua
Las elecciones federales de 2009 en Chihuahua se llevaron a cabo el domingo 5 de julio de 2009, y en ellas se renovaron los siguientes cargos de elección popular:
- 12 diputados federales. Miembros de la cámara baja del Congreso de la Unión. Nueve elegidos por mayoría simple y cuatro mediante el principio de representación proporcional a partir de la lista regional por partido correspondiente a la primera circunscripción electoral. Todos ellos electos para un periodo de tres años a partir del 1 de septiembre de 2009 sin posibilidad de reelección para el periodo posterior inmediato.

## Resultados electorales

### Diputados federales por Chihuahua

#### Diputados electos
| Candidato                   | Partido | Distrito   | Tipo de elección            |
| --------------------------- | ------- | ---------- | --------------------------- |
| Jaime Flores Castañeda      |         | Distrito 1 | Mayoría relativa            |
| Héctor Murguía Lardizábal   |         | Distrito 2 | Mayoría relativa            |
| María Antonieta Pérez Reyes |         | Distrito 3 | Mayoría relativa            |
| Adriana Terrazas Porras     |         | Distrito 4 | Mayoría relativa            |
| Guillermo Márquez Lizalde   |         | Distrito 5 | Mayoría relativa            |
| Maurilio Ochoa Millán       |         | Distrito 6 | Mayoría relativa            |
| Guadalupe Pérez Domínguez   |         | Distrito 7 | Mayoría relativa            |
| Alejandro Cano Ricaud       |         | Distrito 8 | Mayoría relativa            |
| Luis Carlos Campos Villegas |         | Distrito 9 | Mayoría relativa            |
| Arturo García Portillo      |         | N/A        | Representación proporcional |
| Javier Corral Jurado        |         | N/A        | Representación proporcional |
| Graciela Ortiz González     |         | N/A        | Representación proporcional |

#### Resultados
|  | 25.06 % |

|  | 35.24 % |

|  | 3.07 % |

|  | 2.30 % |

|  | 5.51 % |

|  | 3.25 % |

|  | 7.53 % |

|  | 7.53 % |

|  | 6.14 % |

|  | 100 % |

##### Distrito 1: Ciudad Juárez
|  | 21.61 % |

|  | 33.62 % |

|  | 5.99 % |

|  | 4.44 % |

|  | 21.81 % |

|  | 5.49 % |

|  | 0.81 % |

|  | 0.13 % |

|  | 93.91 % |

|  | 6.09 % |

|  | 26.16 % |

|  | 73.84 % |

##### Distrito 2: Ciudad Juárez
|  | 18.53 % |

|  | 48.08 % |

|  | 3.92 % |

|  | 3.35 % |

|  | 14.01 % |

|  | 3.66 % |

|  | 1.07 % |

|  | 0.12 % |

|  | 92.75 % |

|  | 7.25 % |

|  | 26.29 % |

|  | 73.71 % |

##### Distrito 3: Ciudad Juárez
|  | 30.96 % |

|  | 30.45 % |

|  | 3.04 % |

|  | 3.53 % |

|  | 15.58 % |

|  | 3.85 % |

|  | 0.83 % |

|  | 0.33 % |

|  | 88.57 % |

|  | 11.43 % |

|  | 28.49 % |

|  | 71.51 % |

##### Distrito 4: Ciudad Juárez
|  | 20.92 % |

|  | 36.06 % |

|  | 4.82 % |

|  | 6.63 % |

|  | 19.24 % |

|  | 3.30 % |

|  | 1.06 % |

|  | 0.14 % |

|  | 92.17 % |

|  | 7.83 % |

|  | 27.41 % |

|  | 72.59 % |

##### Distrito 5: Delicias
|  | 36.85 % |

|  | 37.23 % |

|  | 3.28 % |

|  | 2.25 % |

|  | 6.92 % |

|  | 8.78 % |

|  | 0.51 % |

|  | 0.06 % |

|  | 95.89 % |

|  | 4.11 % |

|  | 36.33 % |

|  | 63.67 % |

##### Distrito 6: Chihuahua
|  | 34.72 % |

|  | 36.79 % |

|  | 2.21 % |

|  | 2.28 % |

|  | 8.04 % |

|  | 4.50 % |

|  | 0.72 % |

|  | 0.37 % |

|  | 89.63 % |

|  | 10.37 % |

|  | 43.24 % |

|  | 56.76 % |

##### Distrito 7: Cuauhtémoc
|  | 28.74 % |

|  | 43.39 % |

|  | 4.82 % |

|  | 3.62 % |

|  | 6.73 % |

|  | 5.63 % |

|  | 0.35 % |

|  | 0.08 % |

|  | 93.35 % |

|  | 6.65 % |

|  | 31.94 % |

|  | 68.06 % |

##### Distrito 8: Chihuahua
|  | 26.34 % |

|  | 44.00 % |

|  | 2.30 % |

|  | 4.11 % |

|  | 9.39 % |

|  | 4.94 % |

|  | 1.56 % |

|  | 0.16 % |

|  | 92.82 % |

|  | 7.18 % |

|  | 39.54 % |

|  | 60.46 % |

##### Distrito 9: Hidalgo del Parral
|  | 26.39 % |

|  | 51.10 % |

|  | 3.39 % |

|  | 2.27 % |

|  | 4.40 % |

|  | 6.53 % |

|  | 0.39 % |

|  | 0.07 % |

|  | 94.54 % |

|  | 5.46 % |

|  | 31.47 % |

|  | 68.53 % |